# Harvey Wainapel
Harvey Wainapel (* 31. März 1951 in Middletown, New York) ist ein US-amerikanischer Saxophonist und Klarinettist des Modern Jazz.

## Leben und Wirken
Wainapel, der sich Jazz durch Mitspielen am Radioapparat beibrachte, studierte zwei Jahre gemeinsam mit Joe Lovano und John Scofield am Berklee College of Music in Boston; in dieser Zeit nahm er mit Gary Burton/Mike Gibbs auf (In the Public Interest, 1973). Ab 1974 arbeitete er für mehrere Jahre in Europa, u. a. mit Boy Edgar, mit Jango Edwards und dessen Friends Roadshow, in der dänischen Klüvers Big Band und ein Jahr in der hr-Bigband. Nach seiner Rückkehr in die Vereinigten Staaten ging er nach einem Aufenthalt in New York City mit Ray Charles auf Welttournee, bevor er sich 1982 in der San Francisco Bay Area niederließ. Dort arbeitete er u. a. mit Musikern wie McCoy Tyner, Joe Henderson, Johnny Coles, Jeff Ballard und Billy Hart.
1992 legte Wainapel sein Debütalbum At Home/On the Road vor. Mit dem niederländischen Metropole Orkest und einem brasilianischen Oktett mit Marcos Silva entstand 1996 das Tributalbum Ambrosia: The Music of Kenny Barron. 1996 ging er mit Joe Lovano auf Tournee. Mit Paulo Bellinati entstand ein Duo-Album mit Choro-Kompositionen (New Choros of Brazil, 2004). Wainapel wirkte auch bei Aufnahmen von Tito Puente (Un Poco Loco, 1987), Tuck & Patti (Learning How to Fly, 1994) und Mark Levine (Isla, 2002)  mit.
Wainapel wurde für zwei BAMMY (Bay Area Music) Awards nominiert, als herausragender Holzbläser und herausragender Jazzmusiker. Fünfzehn Jahre lang lehrte er an der Sonoma State University und beim Stanford Jazz Workshop.

## Diskographische Hinweise
- 1975 –  Boy Edgar: Music Was His Mistress, An Hommage to Edward Kennedy Ellington (BVHaast)
- 1996 – Ambrosia: The Music of Kenny Barron (A-Records)
- 1999 – The Hang (Spritnectar) mit Kenny Barron, Larry Grenadier, Kenny Wollesen und Phil Grenadier
- 2007 – Amigos Brasileiros (JazzMission)

## Lexikalischer Eintrag
- Richard Cook, Brian Morton: The Penguin Guide to Jazz on CD. 6. Auflage. Penguin, London 2002, ISBN 0-14-051521-6.